# Cecil Fielder
Pour les articles homonymes, voir Fielder.
Cecil Grant Fielder (né le 21 septembre 1963 à Los Angeles, Californie, États-Unis) est un joueur de premier but au baseball qui joue dans les Ligues majeures de 1985 à 1998.
Joueur ayant réussi 319 coups de circuit en carrière, Cecil Fielder a remporté deux fois le championnat des circuits du baseball majeur et connu une saison de plus de 50 circuits. Gagnant de deux Bâtons d'argent, il s'est surtout distingué avec les Tigers de Detroit, qu'il a représenté trois fois au match des étoiles. Mais c'est avec les Yankees de New York qu'il remporte sa seule Série mondiale, en 1996. Il a de plus joué un an en ligue japonaise
Son fils Prince Fielder est un redoutable frappeur de puissance évoluant présentement dans les Ligues majeures.

## Carrière

### Blue Jays de Toronto
Cecil Fielder, joueur d'un high school de La Puente dans le comté de Los Angeles, est repêché par les Orioles de Baltimore en 31e ronde en juin 1981. Il ne signe cependant pas de contrat avec le club. Disponible à nouveau et joueur des Rebels de l'université du Nevada à Las Vegas, il est réclamé en 1982 par les Royals de Kansas City dans la deuxième phase du repêchage de juin. Il ne joue jamais pour les Royals, qui l'échangent aux Blue Jays de Toronto le 5 février 1983 en retour d'un joueur établi, le voltigeur Leon Roberts.
Fielder joue son premier match dans le baseball majeur le 20 juin 1985 avec les Blue Jays. Il fait des présences sporadiques avec l'équipe au cours de ses deux premières saisons, faisant le voyage entre les ligues mineures et majeure, mais obtient la chance de jouer pour la première fois en séries éliminatoires en 1985, alors qu'il frappe un double en trois présences au bâton dans la Série de championnat de la Ligue américaine où les Jays sont éliminés par les Royals de Kansas City.
En 1987, il est occasionnellement frappeur désigné des Jays et laisse entrevoir la puissance offensive qui fera plus tard sa marque, alors qu'il frappe 14 coups de circuit en 82 parties. Il dispute 74 matchs pour Toronto en 1988, la plupart du temps comme frappeur désigné, avant de quitter pour le Japon.

### Hanshin Tigers (Japon)
Il évolue pour les Hanshin Tigers de la Ligue Centrale japonaise en 1989. Il frappe 38 circuits durant l'année.

### Tigers de Detroit

#### Saison 1990
De retour en Amérique, Fielder signe un contrat comme agent libre avec les Tigers de Detroit le 15 janvier 1990. Il devient instantanément une vedette de l'équipe et terrorise les lanceurs de la Ligue américaine. À sa première saison avec les Tigers, il domine l'ensemble des ligues majeures avec une saison de 51 circuits. Il est aussi le meneur du baseball pour les points produits avec 132. Sa moyenne de puissance (,592) est la meilleure de toutes les majeures et il mène la Ligue américaine pour le total de buts avec 339.
Au dernier match de la saison régulière le 4 octobre au Yankee Stadium de New York, Fielder frappe deux circuits pour terminer avec 51 et devenir le 11e frappeur de 50 circuits en une saison et le premier depuis George Foster des Reds de Cincinnati de 1977.
Utilisé comme joueur de premier but, il gagne son premier Bâton d'argent comme meilleur joueur offensif à sa position, représente les Tigers au match des étoiles de mi-saison, et à la fin de l'année termine au deuxième rang du vote au titre de joueur par excellence de la Ligue américaine. Malgré dix votes de première place dans ce scrutin, il est devancé de justesse par la vedette des Athletics d'Oakland, Rickey Henderson.

#### Saison 1991
Les succès de Fielder se poursuivent en 1991 alors qu'il remporte une fois de plus le championnat des coups de circuit, cette fois avec 44 longues balles. Avec 133 ponts produits, il mène la MLB à ce chapitre pour la deuxième fois en deux ans. Il égale sa production de doubles de la saison précédente, avec 25.
Invité au match des étoiles et gagnant du Bâton d'argent encore cette année-là, il échappe de nouveau le prix du meilleur joueur de l'année alors que ses neuf votes de première place ne suffisent pas à devancer Cal Ripken des Orioles de Baltimore.

#### Saison 1992
En 1992, Juan González des Rangers du Texas et Mark McGwire d'Oakland frappent respectivement 43 et 42 circuits en saison régulière, reléguant Fielder et ses 35 longues balles au troisième rang de l'Américaine. Le joueur des Tigers domine toutefois la ligue pour la troisième année de suite avec 124 points produits. Fielder continue toutefois d'être retiré sur des prises à un rythme effarant, ce qui est monnaie courante chez les grands frappeurs de coups de circuit. Il égale ses 151 retraits sur des prises de la saison précédente, ce qui est toutefois moins que ses 182 de 1990, alors qu'il avait affiché le plus haut total des majeures. Fielder est considéré au titre de joueur de l'année mais finit cette fois loin derrière, en neuvième position du scrutin.

#### Saison 1993
En janvier 1993, Fielder signe un contrat de 36 millions de dollars pour cinq saisons avec les Tigers. La première année de ce contrat, il est le second joueur des majeures le mieux payé après Barry Bonds. Il reçoit aussi un boni à la signature record de 10 millions de dollars.
Durant cette saison 1993, il frappe 30 circuits,en plus d'honorer sa troisième et dernière sélection à la partie d'étoiles. Ses 117 points le placent cinquième dans la Ligue américaine de baseball. Il reçoit, pour la dernière fois, quelques votes au scrutin du joueur de l'année. Il aligne une quatrième saison d'au moins 20 coups de deux buts.

#### Saison 1994
Fielder est incapable d'aligner une cinquième saison de suite de trente circuits ou plus dans la campagne 1994 écourtée par la grève des joueurs et termine le calendrier régulier avec 28 circuits et 90 points produits en 109 parties jouées.

#### Saison 1995
En 1995, sa dernière année complète à Detroit, il claque 31 circuits et produit 82 points en 109 parties.

#### Saison 1996
En 1996, Fielder réussit 26 circuits en 107 rencontres pour les Tigers, produisant 80 points. Au deuxième match de la saison, le 2 avril face aux Twins du Minnesota au Metrodome, Cecil Fielder réussit son premier but volé en carrière, à sa 1096e partie jouée. Le jeu est réussi sur un frappe et court manqué, le frappeur des Tigers s'étant élancé sur une troisième prise. Il s'agit du record du baseball majeur pour le premier but volé en carrière réussi le plus tardivement.
Les Tigers ne vont nulle part en 1996 et se dirigent vers une dernière place avec 109 défaites.
À la date limite des échanges le 31 juillet, ils transfèrent Fielder à une équipe en pleine course au championnat, les Yankees de New York, en retour du voltigeur Ruben Sierra. Les Tigers se libèrent ainsi d'un gros contrat, puisque Fielder est en 1995 et 1996 le joueur de mieux payé du baseball avec un salaire de 9 237 500 dollars pour chacune de ces saisons.

### Yankees de New York

#### Saison 1996
Les Yankees confient à Fielder le rôle de frappeur désigné après son arrivée de Detroit. Il ajoute 13 coups de quatre buts en 53 matchs et termine la saison régulière 1996 avec 39 circuits et 117 points produits. C'est sa sixième et dernière saison en carrière de 30 circuits ou plus et sa cinquième et dernière année avec au minimum 100 points produits.

##### Séries éliminatoires
New York remporte le championnat de la division Est de la Ligue américaine et Fielder leur est d'un grand secours dans leur première conquête du titre mondial depuis 1978. En Série de division, l'affrontement de première ronde des éliminatoires qui oppose les Yankees aux Rangers du Texas, Fielder frappe pour ,364 de moyenne au bâton et ,636 de moyenne de puissance en trois parties avec quatre coups sûrs en 11 présences, dont un circuit. Il fait marquer quatre points dans cette courte série, dont celui de la victoire en septième manche du quatrième et dernier match, alors que son simple productif donne les devants 5-4 aux Yankees, qui accusaient plus tôt un déficit de 0-4. Vainqueur de cette partie par le score de 6 à 4, New York passé en Série de championnat, Fielder y est moins constant avec une faible moyenne au bâton de ,167 mais se signale dans les moments importants comme en font foi ses quatre coups de circuit et ses huit points produits en seulement cinq rencontres. Une claque en huitième manche avec un coureur sur les sentiers couronne une remontée de trois points dans le troisième match, remporté 5-2 par New York. Dans le cinquième match qui voit les Yankees éliminer les Orioles à Baltimore, Fielder frappe un circuit de trois points contre le lanceur partant adverse, Scott Erickson.
Enfin, en Série mondiale 1996, il présente une moyenne au bâton de ,391 en six parties avec neuf coups sûrs et deux points produits mais aucun circuit. C'est Fielder qui produit l'unique point (non mérité) du cinquième affrontement, présenté le 24 octobre à Atlanta avec une série égale à deux victoires de chaque côté. Avec Charlie Hayes au troisième but en quatrième manche, il frappe un double productif face à John Smoltz qui permet à New York de l'emporter 1-0 et de prendre les devants 3-2 dans la série. Les Yankees gagnent le titre en détrônant les Braves d'Atlanta trois jours plus tard.

#### Saison 1997
Cecil Fielder est le frappeur désigné des Yankees dans 88 des 98 parties où il est en action en 1997. Il claque 13 circuits et produit 61 points. En séries éliminatoires, il apparaît dans deux matchs de la Série de championnat face aux Indians de Cleveland mais il ne frappe qu'un coup sûr en huit pour une faible moyenne de ,125 avec un point produit et aucun circuit. Cleveland élimine New York.
Avant le début de la saison, les Yankees avaient refusé d'accorder à Fielder la prolongation de contrat qu'il demandait. Placé devant la chance de redevenir agent libre immédiatement, celui-ci avait plutôt choisi de rester à New York. Joueur vieillissant ayant maintenant largement passé la trentaine et affichant désormais des statistiques sur le déclin, Fielder n'est pas retenu par les Yankees lorsqu'il devient agent libre à l'automne. Fielder déclare en septembre que le président de l'équipe, George Steinbrenner, a ruiné sa saison en ne lui accordant pas la prolongation de contrat qu'il souhaitait et en lui refusant l'échange qu'il lui avait demandé durant l'année.

### Dernière saison
Fielder rejoint les Angels d'Anaheim le 19 décembre 1997 avec un contrat de 2,8 millions de dollars pour un an. Il frappe 17 circuits et produit 68 points en 1998, tous avec les Angels avant que ceux-ci ne le libèrent de son contrat le 10 août. Il accepte une offre des Indians de Cleveland trois jours plus tard mais n'obtient que cinq coups sûrs en 14 matchs avant d'être libéré à nouveau de son contrat en septembre.

### Palmarès
Cecil Fielder a joué 1470 parties dans le baseball majeur. Il totalise 1313 coups sûrs, 200 doubles, 319 coups de circuit, 1008 points produits et 744 points marqués. Sa moyenne au bâton à vie s'élève à ,255 et sa moyenne de puissance est à ,482. De ses 319 circuits, 245 ont été réussis dans l'uniforme des Tigers. Coureur lent en raison de son embonpoint, Fielder détient le record des majeures pour avoir attendu son 1096e match avant de réussir son premier vol de but en carrière. Il en réussit deux en six tentatives en 13 saisons.

## Vie personnelle
Criblé de dettes, notamment en raison d'un problème de jeu compulsif, Cecil Fielder encaisse des revers financiers après sa carrière de joueur. Ceci aurait entraîné son divorce et il est blâmé par son fils Prince Fielder, qui ne lui parle plus depuis des années. Ce dernier accuse d'ailleurs son père  d'avoir subtilisé 200 000 dollars reçus en boni à la signature de son premier contrat professionnel en 2002.